# Dünnershaus
Dünnershaus ist eine ehemalige Ortsgemeinde und eine Siedlung der Gemeinde Langrickenbach im Bezirk Kreuzlingen des Kantons Thurgau in der Schweiz.
Die Ortsgemeinde Dünnershaus gehörte zur Munizipalgemeinde Langrickenbach und fusionierte im Rahmen der Thurgauer Gemeindereform am 1. Januar 1998 zur politischen Gemeinde Langrickenbach.

## Geographie
Dünnershaus liegt auf dem östlichen Seerücken. Die Ortsgemeinde umfasste 13 Weiler, darunter Dünnershaus und Eggethof, das 796 (?) als Agitinchova urkundlich erwähnt wurde und mit dem 1825 erbauten Schulhaus und der Käserei das Zentrum der Streusiedlung bildet.

## Geschichte

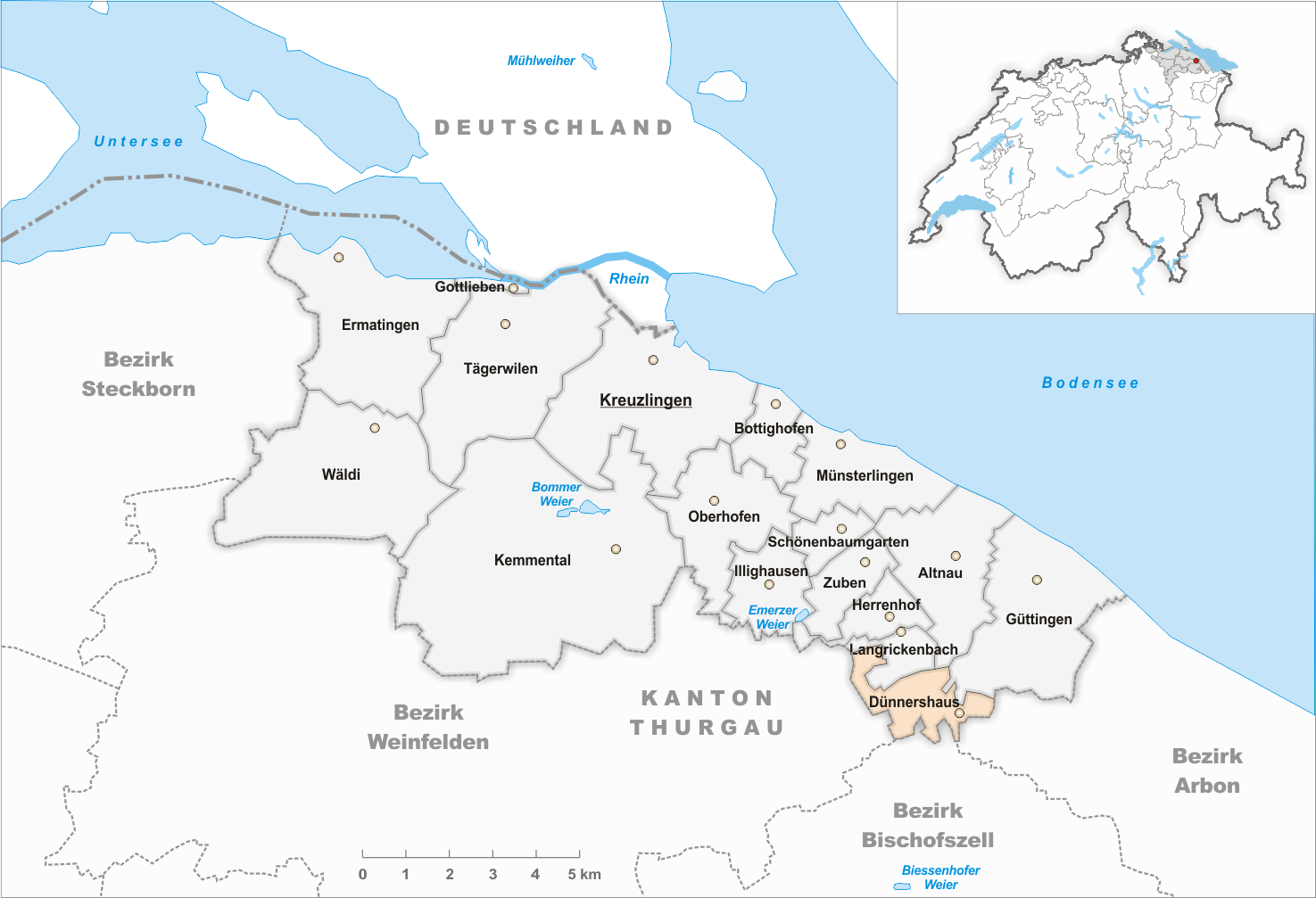
Gemeindestand vor der Fusion im Jahr 1998

Dünnershaus lag vor 1798 in den sogenannten Hohen Gerichten, in denen der eidgenössische Landvogt im Thurgau sowohl Hoch- wie Niedergericht innehatte. Kirchlich gehörten Dünnershaus, Rutishausen und Oberleuenhus zu Güttingen, die übrigen Weiler zu Langrickenbach.
Nach der Reformation im Jahr 1529 wurden die wenigen Katholiken (1870 4 %) von Güttingen und Altnau aus versorgt.
1654 erhielt Dünnershaus das Recht, in Feld und Wald zu gebieten. Ab 1720 bildeten Dünnershaus, Rutishausen und Oberleuenhus die Gemeinde Dünnershaus(en). 1812 wurde diese sogenannte Gemeinde «auf den Höfen» mit Eggethof, Bärshof und Schönenbohl zur Ortsgemeinde Dünnershaus verschmolzen, die bis zu deren Aufhebung Ende 1997 zur Munizipalgemeinde Langrickenbach gehörte.
Wichtigster Erwerbszweig ist noch immer die Landwirtschaft (Obstbau), daneben bot im 19. und frühen 20. Jahrhundert die Heimindustrie (Weberei, Stickerei) ein Zusatzeinkommen.

## Bevölkerung
| Jahr         | 1850 | 1900 | 1950 | 1990 | 2000  | 2010  | 2018  |
| Ortsgemeinde | 469  | 419  | 395  | 293  |       |       |       |
| Siedlung     |      |      |      |      | 17    | 22    | 19    |
| Quelle       |      |      |      |      | [ 3 ] | [ 4 ] | [ 5 ] |